# Машозерка
Машозе́рка (Машезе́рка) — река в России, протекает в Прионежском районе Карелии. Исток реки — озеро Машезеро, устье находится в 17 км по правому берегу реки Лососинки. Длина реки — 7 км, площадь водосборного бассейна — 100 км².
В верхнем течении протекает через озеро Гурвич.

## Данные водного реестра
По данным государственного водного реестра России относится к Балтийскому бассейновому округу, водохозяйственный участок реки — Бассейн Онежского озера без рр. Шуя, Суна, Водла и Вытегра, речной подбассейн реки — Свирь (включая реки бассейна Онежского озера). Относится к речному бассейну реки Нева (включая бассейны рек Онежского и Ладожского озера).
Код объекта в государственном водном реестре — 01040100612102000013996.